# 第20回カンヌ国際映画祭
第20回カンヌ国際映画祭（だい20かいカンヌこくさいえいがさい）は1967年5月12日から27日にかけて開催された。

## 受賞結果
- グランプリ：『欲望』（ミケランジェロ・アントニオーニ）
- 審査員特別グランプリ：『できごと』（ジョゼフ・ロージー）、『ジプシーの唄をきいた』（アレクサンドル・ペトロヴィッチ）
- 監督賞：フィレンツ・コーシャ（『Tízezer Nap』）
- 男優賞：オデッド・コトラー（『Shlosha Yamim Veyeled』）
- 女優賞：ピア・デゲルマルク（『みじかくも美しく燃え』）
- 脚本賞：エリオ・ペトリ（『悪い奴ほど手が白い』）、アラン・ジェシュア（『殺人ゲーム』）
- 新人監督賞：モハメッド・ラクダル＝ハミナ（『Rih al Awras』）
- 特別表彰：ロベール・ブレッソン（業績に対して）

## 審査員

### コンペティション部門
- 審査委員長 
  - アレッサンドロ・ブラゼッティ （イタリア/監督）
- 審査員
  - ヴィンセント・ミネリ (アメリカ/監督)
  - クロード・ルルーシュ (フランス/監督)
  - ミクローシュ・ヤンチョー (ハンガリー/監督)
  - センベーヌ・ウスマン (セネガル/監督)
  - セルゲイ・ボンダルチュック (ソ連/監督)
  - シャーリー・マクレーン (アメリカ/女優)
  - レネ・ボネール (フランス/プロデューサー)
  - ゲオルグ・ルロ (フランス/プロデューサー)
  - ジョルジュ・ヌヴー (フランス/作家)
  - ヒアン・ルイヒ・ロンディ (イタリア/ジャーナリスト)
  - ジャン＝ルイ・ボリ (フランス/批評家)

## 上映作品

### コンペティション部門
アルファベット順。邦題がない場合は原題の下に英題。
| 題名 原題                                             | 監督                           | 製作国                               |
| ----------------------------------------------------- | ------------------------------ | ------------------------------------ |
| 悪い奴ほど手が白い A ciascuno il suo                  | エリオ・ペトリ                 | イタリア                             |
| できごと Accident                                     | ジョゼフ・ロージー             | イギリス                             |
| 欲望 Blow Up                                          | ミケランジェロ・アントニオーニ | イギリス イタリア                    |
| Den Røde kappe (Hagbard and Signe)                    | ガブリエル・アクセル           | デンマーク スウェーデン アイスランド |
| みじかくも美しく燃え Elvira Madigan                   | ボー・ヴィーデルベリ           | スウェーデン                         |
| Hotel pro cizince (Hotel for Strangers)               | アントニーニ・マサ             | チェコスロバキア                     |
| 天使の詩 Incompreso                                   | ルイジ・コメンチーニ           | イタリア                             |
| 殺人ゲーム Jeu de massacre                            | アラン・ジェシュア             | フランス                             |
| Katerina Izmailova                                    | ミハイル・シャピロ             | ソビエト連邦                         |
| ヨーロッパ式クライマックス L'immorale                 | ピエトロ・ジェルミ             | イタリア フランス                    |
| L'Inconnu de Shandigor (The Unknown Man of Shandigor) | ジャン＝ルイ・ロワ             | スイス                               |
| La Chica del Lunes (Monday's Child)                   | レオポルド・トーレ・ニルソン   | アルゼンチン                         |
| 恋びと Mon amour, mon amour                           | ナディーヌ・トランティニャン   | フランス                             |
| Mord und TotschlagI (A Degree of Murder)              | フォルカー・シュレンドルフ     | 西ドイツ                             |
| 少女ムシェット Mouchette                              | ロベール・ブレッソン           | フランス                             |
| Pedro Páramo                                          | カルロス・ヴェロ               | メキシコ                             |
| Rih al Awras (The Winds of the Aures)                 | モハメッド・ラクダル＝ハミナ   | アルジェリア                         |
| Shlosha Yamim Veyeled (Three Days and a Child)        | ウリ・ゾハール                 | イスラエル                           |
| ジプシーの唄をきいた Skupljaci perja                  | アレクサンドル・ペトロヴィッチ | ユーゴスラビア                       |
| 狂乱の大地 Terra em Transe                            | グラウベル・ローシャ           | ブラジル                             |
| Tízezer Nap (Ten Thousand Days)                       | フィレンツ・コーシャ           | ハンガリー                           |
| ユリシーズ Ulysses                                    | ジョセフ・ストリック           | イギリス アメリカ合衆国              |
| 大人になれば… You're a Big Boy Now                    | フランシス・フォード・コッポラ | アメリカ合衆国                       |
| Último Encuentro (The Last Meeting)                   | アントニオ・エセイサ           | スペイン                             |

### 特別招待作品
- 傷だらけのアイドル - ピーター・ワトキンズ（イギリス）
- 厳重に監視された列車 - イジー・メンツェル（チェコスロバキア）
- 戦争と平和 - セルゲイ・ボンダルチュク（ソビエト連邦）
- Batouk - Jean-Jacoues Manigot（フランス）
- J'ai tue Raspoutine - ロベール・オッセン（フランス）